# Sabine Bau
Pour les articles homonymes, voir Bau.
Sabine Christiane Bau est une fleurettiste allemande née le 19 juillet 1969 à Wurtzbourg.

## Carrière
La fleurettiste ouest-allemande participe aux épreuves de fleuret individuelle et par équipe lors des Jeux olympiques d'été de 1988 à Séoul ; elle est sacrée championne olympique avec ses partenaires Anja Fichtel-Mauritz, Zita-Eva Funkenhauser, Christiane Weber et Annette Klug et remporte la médaille d'argent en individuel. En 1992 à Barcelone, elle remporte la médaille d'argent dans l'épreuve de fleuret par équipe avec Anja Fichtel-Mauritz, Zita-Eva Funkenhauser, Annette Dobmeier et Monika Weber-Koszto et se classe septième en individuel. Les Jeux olympiques d'été de 1996 à Atlanta voient l'escrimeuse allemande terminer douzième de l'épreuve individuelle de fleuret et remporter une médaille de bronze par équipe avec Weber-Koszto et Bau. Ses derniers Jeux sont ceux de 2000 à Sydney où elle décroche une nouvelle médaille de bronze par équipe avec Monika Weber-Koszto et Rita König et se classe neuvième en individuel.